# 고대 튀르크어
고대 튀르크어(Old Turkic)는 튀르크어족 언어 중 최초로 문증되는 언어로서, 8세기부터 13세기까지 돌궐 제2제국과 위구르 카간국 시대에 쓰인 비문들에서 나타난다. 흔히 초기 단계는 오르혼 튀르크어, 후기 단계는 고대 위구르어로 구분한다. 동시기에 카라한 칸국에서 쓰인 카라한어를 고대 튀르크어라는 분류에 포함시켜야 할지는 학자마다 의견이 분분하다. 지리적으로는 고대 동튀르크어와 고대 서튀르크어로 구분하는데 기록이 남아있는 동튀르크어와 달리 서튀르크어는 주로 헝가리어로 차용된 어휘를 통해 그 모습이 간접적으로 추측될 뿐이다.
고대 튀르크어는 모든 튀르크어파 언어의 공통 조상이 아니나 직접적 기록이 남아있는 가장 오래된 튀르크 언어이기 때문에 이러한 이름으로 불린다. 시베리아 튀르크어파에 속하는 것으로 추정되며, 현대에는 황위구어, 로프노르 위구르어, 칼라지어에만 남아있는 고대의 문법·어휘 특성이 보인다. "고대 위구르어"(회흘어)라는 별칭에도 불구하고 중세 차가타이어에서 유래한 현대 위구르어의 직접적인 조상 언어가 아니며, 실제로 고대 튀르크어를 계승하고 있는 언어는 서부 유구르어이다.
고대 튀르크어를 표기하는 데 사용된 문자로는 돌궐 문자, 소그드 문자, 브라흐미 문자, 마니 문자, 페르시아 문자 등이 있었다.

## 음운

### 닿소리
|               |                 | 양순음 | 치음 | 후치경음 | 경구개음 | 연구개음 | 구개수음 |
| ------------- | --------------- | ------ | ---- | -------- | -------- | -------- | -------- |
| 비음          | 비음            | m      | n    |          | ɲ        | ŋ        |          |
| 파열음/파찰음 | 무성음          | p      | t    | tʃ       |          | k        | q        |
| 파열음/파찰음 | 유성음          | b      | d    |          |          | ɡ        | ɢ        |
| 마찰음        | 무성음          |        | s    | ʃ        |          |          |          |
| 마찰음        | 유성음          |        | z    |          |          |          |          |
| 유음          | 탄음            |        | ɾ    |          |          |          |          |
| 유음          | 평 설측음       |        | l    |          |          |          |          |
| 유음          | 연구개화 설측음 |        | ɫ    |          |          |          |          |
| 반모음        | 반모음          |        |      |          | j        |          |          |

### 홀소리
|        | 전설 | 전설   | 후설 | 후설 |
| 비원순 | 원순 | 비원순 | 원순 |      |
| ------ | ---- | ------ | ---- | ---- |
| 고모음 | i    | y      | ɯ    | u    |
| 중모음 | e    | ø      |      | o    |
| 저모음 |      |        | ɑ    |      |

## 같이 보기
- 돌궐 문자
- 중세 튀르크어